# Ян Шанкунь
Ян Шанку́нь (кит. 楊尚昆, пиньинь Yáng Shàngkūn; 25 мая 1907 — 14 сентября 1998) — китайский политический деятель, один из бывших руководителей КНР и КПК, один из «Восьми бессмертных КПК». 
Председатель КНР с 1988 по 1993 гг., 1-й заместитель председателя Военного совета ЦК КПК с 1989 г., заместитель председателя Постоянного комитета Всекитайского собрания народных представителей в 1980—1988 гг., с 1989 г. — заместитель председателя Центрального военного совета КНР.

## Биография

### Ранние годы
Родился 25 мая 1907 года в посёлке Шуанцзян уезда Суйнин провинции Сычуань (сейчас это территория уезда Туннань города центрального подчинения Чунцин). В 1925 году вступил в Коммунистический союз молодёжи, в 1926 году — в КПК. В 1925—1926 годах участвовал в студенческом движении в Сучуани, Шанхае и иных местах.
В 1927—1931 годах учился в Коммунистическом университете трудящихся Китая им. Сунь Ятсена в Москве. В 1931 году вернулся на родину и занял пост заведующего отделом пропаганды и секретаря партийной группы Всекитайской федерации профсоюзов, заведующего отделом пропаганды Цзянсуского провинциального комитета КПК, затем заведующего отделом пропаганды ЦК КПК. Участвовал в организации рабочего движения в Шанхае и движения сопротивления японским войскам.
Был одним из первых партийных журналистов, с 1933 года работал редактором газеты «Красный Китай».
В октябре 1934 года вместе с Пэн Дэхуаем во главе 3-го отряда Красной Армии примкнул к «Великому походу» и по прибытии на базу в Цзянси был начальником политотдела 1-го фронта Китайской Красной армии (руководимого Чжу Дэ и лично Мао Цзэдуном), заместителем начальника Политуправления Красной армии, политкомиссаром 3-й армии (под командованием Пэн Дэхуая). В 1937 году — секретарь Северного бюро ЦК КПК.
После победы в Японо-китайской войне назначен ответственным секретарём Центрального военного совета ЦК КПК и совмещал пост заместителя начальника Центральной рабочей комиссии по иностранным делам. В 1949 году назначен руководителем Канцелярии ЦК КПК.

### Политическая карьера

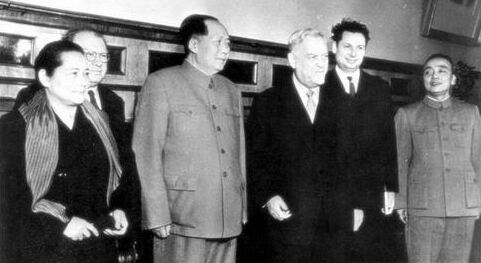
Ян Шанкунь в 1957 г. (справа). Визит Булганина в Китай.

В сентябре 1959 года на 8-м съезде КПК и ВСНП был избран членом Постоянного комитета Политбюро ЦК КПК (ПК ЦК КПК), заместителем Генерального секретаря ЦК и кандидатом в члены Секретариата ПК ЦК КПК.
Накануне «Культурной революции» переведён на пост члена секретариата Гуандунского провинциального комитета КПК. Затем подвергся репрессиям и провёл 12 лет в тюрьмах и лагерях.
Был реабилитирован по итогам 13-го съезда ВСНП (1978 год). С декабря 1978 года по конец 1980 года занимал посты второго секретаря Партийного комитета КПК провинции Гуандун, заместителя губернатора провинции Гуандун, первого секретаря горкома КПК г. Гуанчжоу, секретаря Революционного комитета, политкомиссара Гуандунского военного округа, председателя городского революционного комитета (мэра).
В сентябре 1980 года также избран заместителем председателя Постоянного комитета ВСНП и ответственным секретарём этого комитета, в июле 1981 года назначен ответственным секретарём Центрального военного совета. В 1982 году стал постоянным заместителем председателя Центрального военного совета.
В 1982 и 1987 гг. председательствовал на 12-м съезде КПК и 13-м съезде ВСНП, на которых был избран членом ПК ЦК КПК, Политбюро ЦК КПК, заместителем председателя и секретарем Центрального Военного Совета КПК.
В апреле 1988 года на 1-м пленарном заседании ВСНП 7-го созыва был избран Председателем КНР.

### Закат карьеры
Закат карьеры Яна связывают с Событиями на площади Тяньаньмэнь в 1989 г. Ян сочувствовал студентам, выступившим на площади Тяньаньмынь в 1989 г., однако позднее поддержал Дэн Сяопина, занявшего жёсткую линию.
В начале 1990-х вступил в конфликт с новым лидером страны Цзян Цзэминем. Поскольку Ян Шанкунь был весьма популярен в армии, Дэн Сяопин, опасаясь роста влияния Яна, добился снятия его с должности Председателя КНР и назначения на эту должность Цзян Цзэминя.
С октября 1992 года по март 1993 года последовательно был освобожден от постов члена ПК ЦК КПК, Политбюро, заместителя председателя Центрального Военного Совета КПК и главы государства.

## Семья
Его брат генерал Ян Байбин являлся членом Политбюро, секретарем ЦК КПК, генсеком Центрвоенсовета, возглавлял Главное политическое управление НОАК.
Жена — Ли Бочжао, работала директором Центрального театрального института Китая.
Сын — Ян Шаомин, известный кинооператор.